# Parc de Joan Reventós
Parc de Joan Reventós är en park i Spanien.   Den ligger i provinsen Província de Barcelona och regionen Katalonien, i den östra delen av landet, 500 km öster om huvudstaden Madrid. Parc de Joan Reventós ligger 146 meter över havet.
Terrängen runt Parc de Joan Reventós är kuperad åt nordväst, men åt sydost är den platt.Runt Parc de Joan Reventós är det mycket tätbefolkat, med 10 000 invånare per kvadratkilometer. Närmaste större samhälle är Barcelona, 3,8 km öster om Parc de Joan Reventós. Runt Parc de Joan Reventós är det i huvudsak tätbebyggt.